# Marc Bélanger (hockey sur glace)
Pour les articles homonymes, voir Marc Bélanger (homonymie) et Bélanger.
Marc Bélanger (né le 19 octobre 1983 à Nanaimo, dans la province de la Colombie-Britannique) est un joueur professionnel de hockey sur glace franco-canadien.

## Carrière en club
Après avoir débuté dans la Ligue de hockey de la Colombie-Britannique avec les Panthers de Penticton, il se joint au College Saint-Norbert dans le championnat NCAA en 2004. Après une finale de championnat de division III perdue en 2005, l'équipe des Green Knights remporte l'édition 2008. Bélanger passe ensuite professionnel dans la Ligue centrale de hockey. En 2010, il signe aux Ducs d'Angers dans la Ligue Magnus.

## Statistiques

### En club
| Saison    | Équipe                | Ligue        |    | Saison régulière | Saison régulière | Saison régulière | Saison régulière | Saison régulière |    | Séries éliminatoires | Séries éliminatoires | Séries éliminatoires | Séries éliminatoires | Séries éliminatoires |
| Saison    | Équipe                | Ligue        | PJ | B                | A                | Pts              | Pun              | PJ               | B  | A                    | Pts                  | Pun                  |                      |                      |
| 2002-2003 | Panthers de Penticton | LHCB         |    |                  |                  |                  |                  |                  |    |                      |                      |                      |                      |                      |
| 2003-2004 | Panthers de Penticton | LHCB         | 60 | 37               | 38               | 75               | 108              | --               | -- | --                   | --                   | --                   |                      |                      |
| 2004-2005 | College Saint-Norbert | NCAA         | 26 | 7                | 10               | 17               | 28               |                  |    |                      |                      |                      |                      |                      |
| 2005-2006 | College Saint-Norbert | NCAA         | 31 | 11               | 18               | 29               | 36               |                  |    |                      |                      |                      |                      |                      |
| 2006-2007 | College Saint-Norbert | NCAA         | 30 | 21               | 20               | 41               | 28               |                  |    |                      |                      |                      |                      |                      |
| 2007-2008 | College Saint-Norbert | NCAA         | 32 | 23               | 22               | 45               | 26               |                  |    |                      |                      |                      |                      |                      |
| 2008-2009 | Brahmas du Texas      | LCH          | 43 | 10               | 6                | 16               | 22               | -                | -  | -                    | -                    | -                    |                      |                      |
| 2008-2009 | Thunder de Wichita    | LCH          | 19 | 10               | 3                | 13               | 0                | -                | -  | -                    | -                    | -                    |                      |                      |
| 2009-2010 | Thunder de Wichita    | LCH          | 31 | 9                | 6                | 15               | 21               |                  |    |                      |                      |                      |                      |                      |
| 2009-2010 | Sundogs de l'Arizona  | LCH          | 30 | 12               | 17               | 29               | 14               |                  |    |                      |                      |                      |                      |                      |
| 2010-2011 | Ducs d'Angers         | Ligue Magnus | 24 | 22               | 16               | 38               | 32               | 7                | 2  | 6                    | 8                    | 6                    |                      |                      |
| 2011-2012 | Ducs d'Angers         | Ligue Magnus | 25 | 16               | 14               | 30               | 52               | 11               | 3  | 10                   | 13                   | 14                   |                      |                      |
| 2012-2013 | Ducs d'Angers         | Ligue Magnus | 23 | 12               | 17               | 29               | 26               |                  |    |                      |                      |                      |                      |                      |
| 2013-2014 | Arlan Kokchetaou      | Kazakhstan   | 52 | 40               | 40               | 80               | 78               | 13               | 5  | 9                    | 14                   | 8                    |                      |                      |
| 2014-2015 | Gothiques d'Amiens    | Ligue Magnus | 21 | 6                | 20               | 26               | 10               | 8                | 3  | 3                    | 6                    | 8                    |                      |                      |
| 2015-2016 | Deacons de DePere     | GLHL         | 18 | 26               | 21               | 47               | 6                | -                | -  | -                    | -                    | -                    |                      |                      |
| 2016-2017 | Deacons de DePere     | GLHL         | 19 | 23               | 19               | 42               | 4                | -                | -  | -                    | -                    | -                    |                      |                      |

## Trophées et honneurs personnels
NCAA division III
- 2008 : champion national.
- 2008 : nommé dans la première équipe d'étoiles de l'ouest (First Team All-American West).
- 2007 : nommé dans la première équipe d'étoiles de l'ouest (First Team All-American West).